# Rosiers-de-Juillac
Rosiers-de-Juillac é uma comuna francesa na região administrativa da Nova Aquitânia, no departamento de Corrèze. Estende-se por uma área de 9,85 km². Em 2010 a comuna tinha 182 habitantes (densidade: 18,5 hab./km²).